# ビラフランカ・ダル・パナデス
ビラフランカ・ダル・パナデス(カタルーニャ語: Vilafranca del Penedès)は、スペイン・カタルーニャ州バルセロナ県の基礎自治体（ムニシピ）。アルト・パナデス郡の政庁所在地である。単にビラフランカ(Vilafranca, カタルーニャ語発音: [biləˈfɾaŋkə])とも呼ばれる。スペイン語の綴りはVillafranca del Penedés（ビリャフランカ・デル・ペネデス）であるが、民主化移行期の1982年にカタルーニャ語の綴りが公式名となった。

## 地理
地中海からやや内陸に入ったパナデス盆地のフォワ川左岸に位置する。カタルーニャ州の州都バルセロナとタラゴナ県の県都タラゴナ、またバルセロナとバレンシア州の州都バレンシアを結ぶ主軸の上にあり、道路交通ではAP-7号線やN-340号線、鉄道ではレンフェの高速鉄道AVEなどがビラフランカの町を通っている。ビラフランカにAVEの駅は存在しないが、在来線がビラフランカを通ってバルセロナとタラゴナを結んでいる。パナデス盆地を横断するこれらの交通網と交差する形で、地中海沿岸のシッチェスやビラノバ・イ・ラ・ジャルトルにC-15号線が伸びている。
ビラフランカの北東にはカバの主要なワイナリーが集まるサン・サドゥルニ・ダノヤがあり、フレシネ社やコドルニウ社がワイナリーを置いている。ビラフランカから4km北西のパクスにはスティルワインの生産者としてスペイン最大のミゲル・トーレス社のワイナリーがある。
ビラフランカの自治体内には、以下の4の村がある。
- アル・ブルデリェット（人口9人）
- アル・ムリ・デン・ルビラ（人口166人）
- パラパウ（人口87人）
- ラス・サリネス（人口85人）

### 気候
1968年から2008年の気象観測統計によると、ビラフランカ・ダル・パナデスの年平均気温は摂氏16.2度であり、年降水量は573.4mmである。
| ビラフランカ・ダル・パナデス (1968-2008)の気候 | ビラフランカ・ダル・パナデス (1968-2008)の気候 | ビラフランカ・ダル・パナデス (1968-2008)の気候 | ビラフランカ・ダル・パナデス (1968-2008)の気候 | ビラフランカ・ダル・パナデス (1968-2008)の気候 | ビラフランカ・ダル・パナデス (1968-2008)の気候 | ビラフランカ・ダル・パナデス (1968-2008)の気候 | ビラフランカ・ダル・パナデス (1968-2008)の気候 | ビラフランカ・ダル・パナデス (1968-2008)の気候 | ビラフランカ・ダル・パナデス (1968-2008)の気候 | ビラフランカ・ダル・パナデス (1968-2008)の気候 | ビラフランカ・ダル・パナデス (1968-2008)の気候 | ビラフランカ・ダル・パナデス (1968-2008)の気候 | ビラフランカ・ダル・パナデス (1968-2008)の気候 |
| 月                                             | 1月                                            | 2月                                            | 3月                                            | 4月                                            | 5月                                            | 6月                                            | 7月                                            | 8月                                            | 9月                                            | 10月                                           | 11月                                           | 12月                                           | 年                                             |
| ---------------------------------------------- | ---------------------------------------------- | ---------------------------------------------- | ---------------------------------------------- | ---------------------------------------------- | ---------------------------------------------- | ---------------------------------------------- | ---------------------------------------------- | ---------------------------------------------- | ---------------------------------------------- | ---------------------------------------------- | ---------------------------------------------- | ---------------------------------------------- | ---------------------------------------------- |
| 日平均気温 °C （°F）                           | 7.1 (44.8)                                     | 8.6 (47.5)                                     | 12.1 (53.8)                                    | 14.8 (58.6)                                    | 18.0 (64.4)                                    | 23.8 (74.8)                                    | 25.8 (78.4)                                    | 25.4 (77.7)                                    | 22.5 (72.5)                                    | 16.9 (62.4)                                    | 11.5 (52.7)                                    | 8.8 (47.8)                                     | 16.2 (61.2)                                    |
| 降水量 mm （inch）                             | 48.0 (1.89)                                    | 29.4 (1.157)                                   | 35.3 (1.39)                                    | 43.4 (1.709)                                   | 51.0 (2.008)                                   | 43.4 (1.709)                                   | 17.9 (0.705)                                   | 50.1 (1.972)                                   | 73.5 (2.894)                                   | 79.8 (3.142)                                   | 55.4 (2.181)                                   | 46.2 (1.819)                                   | 573.4 (22.575)                                 |
| [ 要出典 ]                                     |                                                |                                                |                                                |                                                |                                                |                                                |                                                |                                                |                                                |                                                |                                                |                                                |                                                |

## 歴史
それまでこの地域の中心地だったオレルドラが衰退したため、現在のビラフランカにあたる町が12世紀に設立された。1218年にはアラゴン王ジャウマ1世の下で議会が開催され、1358年から1359年、1367年には再度議会が開催された。1285年にはアラゴン王ペドロ3世がビラフランカの王宮滞在中に死去している。1304年にはベゲリア（中世カタルーニャの管区）の中心地となった。17世紀後半にはイングランド人商人が蒸留酒の産地としてカタルーニャ地方に目を付け、内陸部のビラフランカでも1692年に蒸留酒の生産が開始された。

## 経済
ビラフランカはサン・サドゥルニ・ダノヤとともに、スパークリングワインのカバで知られるペネデス (DO)のワイン産業の中心地である。原産地呼称ワインであるカバの99%はカタルーニャ州で、95%はペネデス (DO)で生産される。ワイン産業以外の地場産業には、繊維業、冶金業、食品加工業、建設資材などがあり、重要な商業の中心地でもある。ビラフランカはチョコレート色の卵で知られるパナデセンカ鶏の発祥の地である。ビラフランカには充実した交通機関や、特にワイン産業を中心とする地元経済の強みがあるため、アルト・パナデス郡の農村部の人口を吸収し、人口は着実に増加している。

## 文化

### 見どころ
ビラフランカの旧市街にはゴシック様式のサンタ・マリア教会と王宮（パラウ・レイアル）がある。13世紀に建設された王宮は今日では市立博物館として使用されており、考古学、古生物学、鳥類学、窯業、宗教芸術、ワインに関連するコレクションが展示されている。その他の見どころとしては、サン・ジュアン教会、サン・フランセスク修道院、「パラウ・ダル・フラレット」や「カサル・ダルス・ゴマ」や「カサル・ダル・マルケス・ダルファラス」などの古い商家の数々がある。
カタルーニャ州の祭礼ではしばしば人間の塔が立てられるが、ペネデス地域が人間の塔発祥の地であるとされ、ビラフランカの祭礼でも人間の塔が立てられる。。

### モータースポーツ
ビラフランカはカタルーニャ地方でも長いモータースポーツの歴史を持つ。1908年から1920年まで、シッチェスからカニェリェスとビラノバ・イ・ラ・ジャルトルまで、またマタローからビラサル・ダ・マルやアルヘントナまで、公道レースが開催された。
シッチェス・タラマルというサーキットが建設されるまでの1921年から1923年の短期間、王立カタルーニャ自動車クラブ(RMCC)がビラフランカ周辺の公道約9マイルを走行するPenya Rhinグランプリを開催した。

## 議会
| ビラフランカ・ダル・パナデス議会選挙結果                                            | ビラフランカ・ダル・パナデス議会選挙結果 | ビラフランカ・ダル・パナデス議会選挙結果 | ビラフランカ・ダル・パナデス議会選挙結果 | ビラフランカ・ダル・パナデス議会選挙結果 | ビラフランカ・ダル・パナデス議会選挙結果 | ビラフランカ・ダル・パナデス議会選挙結果 |
| 政党                                                                                | 2007年                                   | 2007年                                   | 2011年                                   | 2011年                                   | 2015年                                   | 2015年                                   |
| ----------------------------------------------------------------------------------- | ---------------------------------------- | ---------------------------------------- | ---------------------------------------- | ---------------------------------------- | ---------------------------------------- | ---------------------------------------- |
| 政党                                                                                | 得票率                                   | 議席                                     | 得票率                                   | 議席                                     | 得票率                                   | 議席                                     |
| 集中と統一 (CiU)                                                                    | 30.72                                    | 8                                        | 34.20                                    | 9                                        | 33.08                                    | 8                                        |
| カタルーニャ社会主義者党 (PSC)                                                      | 32.16                                    | 8                                        | 25.80                                    | 6                                        | 18.52                                    | 4                                        |
| 人民統一候補 (CUP)                                                                  | 10.82                                    | 2                                        | 10.78                                    | 2                                        | 14.80                                    | 3                                        |
| 国民党 (PP)                                                                         | 6.79                                     | 1                                        | 8.44                                     | 2                                        | 6.37                                     | 1                                        |
| カタルーニャ緑のイニシアティヴ＝カタルーニャ統一左翼・アルテルナティーバ (ICV-EUiA) | 6.13                                     | 1                                        | 6.53                                     | 1                                        | -                                        | -                                        |
| カタルーニャ共和主義左翼 (ERC)                                                      | 6.27                                     | 1                                        | 5.67                                     | 1                                        | 13.68                                    | 3                                        |
| ビラフランカ・アン・クムー                                                          | -                                        | -                                        | -                                        | -                                        | 12.02                                    | 2                                        |

## 人口
| ビラフランカ・ダル・パナデスの人口推移 1497－1887       |
|                                                         |
| 出典:INE（スペイン国立統計局）1900年 - 1991年、1996年 - |

| ビラフランカ・ダル・パナデスの人口推移 1900－2010       |
|                                                         |
| 出典:INE（スペイン国立統計局）1900年 - 1991年、1996年 - |

## 出身人物
- ペレ・グラセス・イ・ゴンサーレス（スペイン語版）(1909-2004) : 著作家・哲学者。
- ガブリエル・アルベルティ（スペイン語版）(1913-1989) : バスケットボール選手・クラブ会長・画家。
- グロリア・ラッソ（スペイン語版）(1922-2005) : 歌手。
- ジュゼップ・ソレイ・イ・サルダ（スペイン語版）(1935-) : 作曲家・随筆家。王立カタルーニャ芸術アカデミー会員。
- ヌリア・カバニーリャス（スペイン語版）(1980-) : 女子体操選手。タニア・ラマルカなどとともにアトランタ五輪体操競技女子団体総合金メダル。
- セルジ・メンデス（スペイン語版）(2001-) : 俳優。

## 姉妹都市
- バーデン＝ヴュルテンベルク州ビュール（英語版）、ドイツ
- メルツォ、イタリア
- ノヴォ・メスト、スロベニア
- プエルト・カベサス（英語版）

出典 : 自治体公式サイト

## 文献

### その他の文献
- Panareda Clopés, Josep Maria; Ríos Calvet, Jaume; Rabella Vives, Josep Maria (1989). Guia de Catalunya, バルセロナ, カタルーニャ貯蓄銀行, ISBN 84-87135-01-3 (Spanish). ISBN 84-87135-02-1 (Catalan).
- Enciclopèdia catalana bàsica, エル・ペリオディコ・デ・カタルーニャ紙編集, バルセロナ, 1996.